# Christopher Redman
Pour les articles homonymes, voir Redman (homonymie).
Christopher Redman est un acteur canadien, né le 1er janvier 1980 à Toronto (Canada).

## Filmographie
- 1993 : Fais-moi peur ! - L'Histoire du clown écarlate (TV) : Pierre
- 1993 : Fais-moi peur ! - L'Histoire du virus récalcitrant (TV) : Simon
- 1994 : Lives of Girls & Women (TV) : Leonard Coughlin
- 1996 : Kids in the Hall: Brain Candy : Wally Jr.
- 1996 : Jury en otage (Mistrial) (TV) : Martin Donohue
- 1997 : The Defenders: Payback (TV) : Steven Preston
- 1998 : The Defenders: Choice of Evils (TV)
- 1998 : The Defenders: Taking the First (TV) : Steven Preston
- 1998 : Chair de poule (Goosebumps) (TV) : Terry Banks
- 1999 : Le Manoir enchanté (The Magician's House) (TV) : Matthew Morden
- 2000 : The Magician's House II (TV) : Matthew Morden
- 2000 : Jailbait (TV) : Rocky
- 2000 : Ginger Snaps : Ben
- 2000 : L'Élue (Bless the Child) : New Dawn Intern
- 2001 : Beyond the Fields : Jamie
- 2002 : K-19 : Le Piège des profondeurs (K-19: The Widowmaker) : Kiklidze
- 2002 : Master Spy: The Robert Hanssen Story (TV) : Robert Hanssen (20)
- 2003 : Absolon : Haywood
- 2005 : Absolute Zero (TV)
- 2005 : The Colt (TV) : Wesley